# Evángelos Damáskos
Evángelos Damáskos (en grec moderne : Ευάγγελος Δαμάσκος) est un ancien athlète grec, médaillé olympique de bronze lors des Jeux olympiques d'été de 1896 à Athènes. 
Evángelos Damáskos dispute l'épreuve du saut à la perche, terminant troisième avec une meilleure saut de 2,60 mètres et il sera crédité de la médaille de bronze selon le classement postérieur établi par le Comité international olympique. En effet, en 1896, les troisièmes ne reçoivent aucune distinction. Il termine à égalité avec son compatriote Ioánnis Theodorópoulos.

## Palmarès

### Jeux olympiques d'été
- Jeux olympiques d'été de 1896 à Athènes
  -  Médaille de bronze sur le triple saut.